# 知多市立佐布里小学校
知多市立佐布里小学校（ちたしりつそうりしょうがっこう）は、愛知県知多市佐布里にある公立小学校。

## 校区
- 知多市東部の小学校であり、校区は佐布里、佐布里台1-3丁目、にしの台1-4丁目、梅が丘1・2丁目、阿原2丁目であり、公立中学校の進学先は知多市立中部中学校である[1][2]。
- 旧・知多郡八幡町の小学校である。

## 沿革
- 1872年（明治5年） - 密厳坊[注釈 1]に郷学校を設置する。
- 1873年（明治6年） - 第六中学区内第九十一番昭明学校に改称する。
- 1877年（明治10年） - 知多郡第八十八番佐布里学校に改称する。
- 1887年（明治20年） - 尋常小学佐布里学校に改称する。
- 1889年（明治22年）10月1日 - 町村制により、佐布里村が発足。
- 1892年（明治25年） - 佐布里尋常小学校に改称する。
- 1894年（明治27年） - 佐布里村字筒井64[注釈 2]に校舎を新築し移転する。
- 1896年（明治29年） - 補習科を設置する。
- 1900年（明治33年） - 補習科を廃止する。
- 1906年（明治39年）5月1日 - 八幡村、新知村、佐布里村が合併し、八幡村となる。
- 1913年（大正2年） - 校舎を新築する。
- 1922年（大正11年）4月1日 - 八幡村が町制施行し、八幡町となる。
- 1926年（大正15年） - 八幡第三青年訓練所を併設する。
- 1929年（昭和4年） - 校舎を増築する。
- 1941年（昭和16年）4月1日 - 八幡第三国民学校に改称する。
- 1947年（昭和22年）4月1日 - 八幡町立八幡第三小学校に改称する。
- 1948年（昭和23年）10月1日 - 八幡町立佐布里小学校に改称する。
- 1955年（昭和30年）4月1日 - 八幡町、岡田町、旭町が合併し、知多町が発足。同時に知多町立佐布里小学校に改称する。
- 1970年（昭和45年）9月1日 - 知多町が市制施行し知多市となる。同時に知多市立佐布里小学校に改称する。
- 1971年（昭和46年）3月 - 現在地に校舎を新築し、移転する。
- 1973年（昭和48年）4月 - 知多市立つつじが丘小学校を分離する。
- 1980年（昭和55年）5月 - 校舎（北・中校舎）を増築する。
- 1981年（昭和56年）
  - 2月 - 屋内運動場が完成する。
  - 7月 - 体育館、管理棟が完成する。
- 1985年（昭和60年）2月 - 校舎（南校舎）を増築する。

## 交通アクセス
- 知多バス佐布里線「梅が丘」バス停より徒歩約5分。
- あいあいバス東部コース「梅が丘」バス停より徒歩約5分。

## 著名な出身者
- 山崎武司 - 元プロ野球選手[3]（内野手 / 中日ドラゴンズ・東北楽天ゴールデンイーグルスほか）

## 周辺施設
- 愛知県立知多翔洋高等学校
- 知多市立中部中学校
- 知多市立梅が丘幼稚園
- 知多市立佐布里保育園
- マックスバリュ知多新知店
- ヤマナカ知多店
- 佐布里池